# NGC 5933
NGC 5933 (również PGC 55117) – galaktyka soczewkowata (S0), znajdująca się w gwiazdozbiorze Wolarza. Odkrył ją 21 kwietnia 1887 roku Lewis A. Swift.